# فنتسل الأول، دوق لوكسمبورغ
فينسيلاوس الأول (25 فبراير 1337 - 7 ديسمبر 1383) كان أول دوق لوكسمبورغ، هو أبن يانغ الأعمى، ملك بوهيميا وزوجته الثانية بياتريس دي بوربون.